# ژان آرتس
ژان آرتس (انگلیسی: Jean Aerts; ۸ سپتامبر ۱۹۰۷ – ۱۵ ژوئن ۱۹۹۲) دوچرخه‌سوار اهل بلژیک بود.
وی در مسابقات کشوری و بین‌المللی در مجموع برندهٔ ۲ مدال طلا، ۱ مدال برنز شده‌است.